# Dansk Akvakultur
Dansk Akvakultur er en brancheforening. Medlemmerne består af foderfirmaer, opdrættere (dambrug, havbrug, ål og muslinger) samt fiskeeksportører og forædlingsfabrikker. 
Brancheforeningen ledes af en bestyrelse med Karl Iver Dahl-Madsen som formand. Sekretariatet ligger i Ferskvandscentret ved AQUA Ferskvands Akvarium i Silkeborg.
Dansk Akvakultur arbejder på at sikre de i alt ca. 150 medlemmer optimale ramme- og afsætningsvilkår.